# Чарыев, Бегенч Шадурдыевич
Бегенч Шадурдыевич Чарыев (туркм. Begenç Çaryýew; 19 февраля 1968, Мулкбагши, Марыйский район, Туркменская ССР, СССР) — туркменский государственный деятель, судья.

## Биография
Родился 19 февраля 1968 года в селе Мулкбагши, Марыйский район, Марыйская область.
В 1995 году окончил заочно Туркменский государственный университет. По специальности — юрист.
08.09.1998—20.11.2002 — судья по административному и исполнительному производству Копетдагского районного суда г. Ашхабада.
20.11.2002—20.11.2007 — судья Азатлыкского районного суда г. Ашхабада.
20.11.2007—19.04.2010 — судья Дашогузского городского суда.
19.04.2010—19.08.2012 — 1-й заместитель председателя Верховного суда Туркменистана.
19.08.2012—01.12.2012 — заместитель министра справедливости Туркменистана.
01.12.2012—31.08.2013 — министр юстиции Туркменистана.
31.08.2013—01.06.2017 — председатель Верховного суда Туркменистана.
01.06.2017—23.07.2018 — директор Туркменского национального института демократии и прав человека при Президенте Туркменистана.
25 марта 2018 года избран депутатом Меджлиса Туркменистана VI созыва по избирательному округу № 106 «Векил» Марыйского велаята.
С 31.07.2018 — председатель Государственной товарно-сырьевой биржи Туркменистана.
Досрочно сложил депутатские полномочия.

## Награды и звания
- Медаль «Мужество» (20.10.2014)
- Медаль «За любовь к Родине» (2014)